# St. Joseph der Werkmann (Ottendorf-Okrilla)

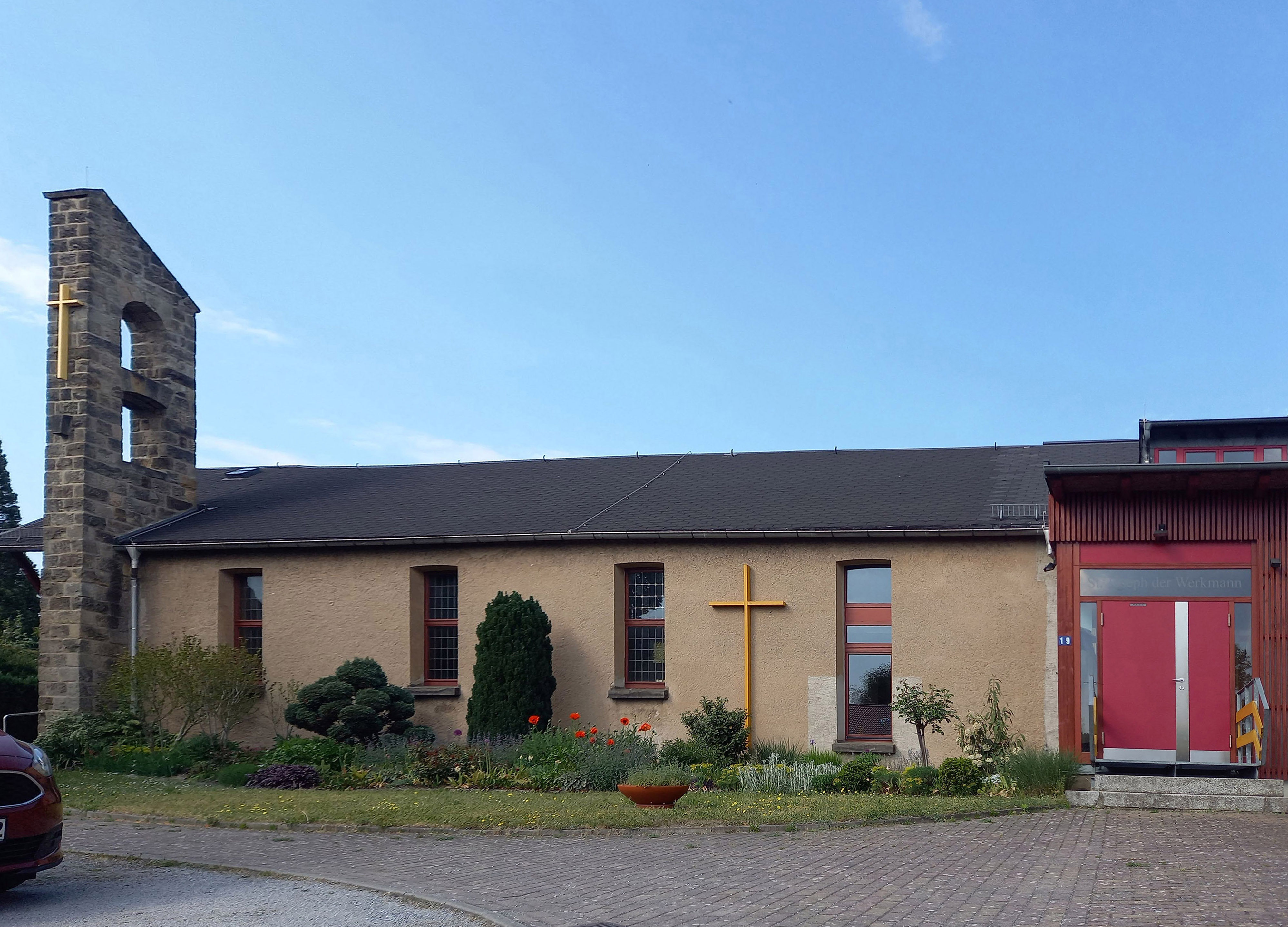
St. Joseph der Werkmann (Ottendorf-Okrilla)

Die Filialkirche St. Joseph der Werkmann ist eine römisch-katholische Kirche in Ottendorf-Okrilla. Sie gehört zur Pfarrei St. Maria Magdalena in Kamenz im Bistum Dresden-Meißen.

## Baugeschichte
1947 wurde in Ottendorf-Okrilla eine Lokalkaplanei der Königsbrücker Kreuzerhöhungskirche geschaffen. Die jetzige Filialkirche wurde am 10. Mai 1959 von Bischof Otto Spülbeck als Pfarrkirche geweiht. Das heutige Gotteshaus entstand aus der Scheune eines früheren Dreiseitenhofes. Dieser Ursprung lässt sich immer noch erkennen.
Der Bau wurde vor allem von Gemeindemitgliedern ausgeführt. Der Architekt war Egon Körner aus Dresden.
Der Turm wurde aus Steinen der im Februar 1945 zerstörten Franziskus Xaverius Kirche in Dresden-Neustadt gebaut.
2004 wurde der Innenraum verkleinert, um Platz für einen Gemeinderaum mit Küche und WC zu schaffen. Danach hat die Kirche noch 50 Sitzplätze.

## Ausstattung

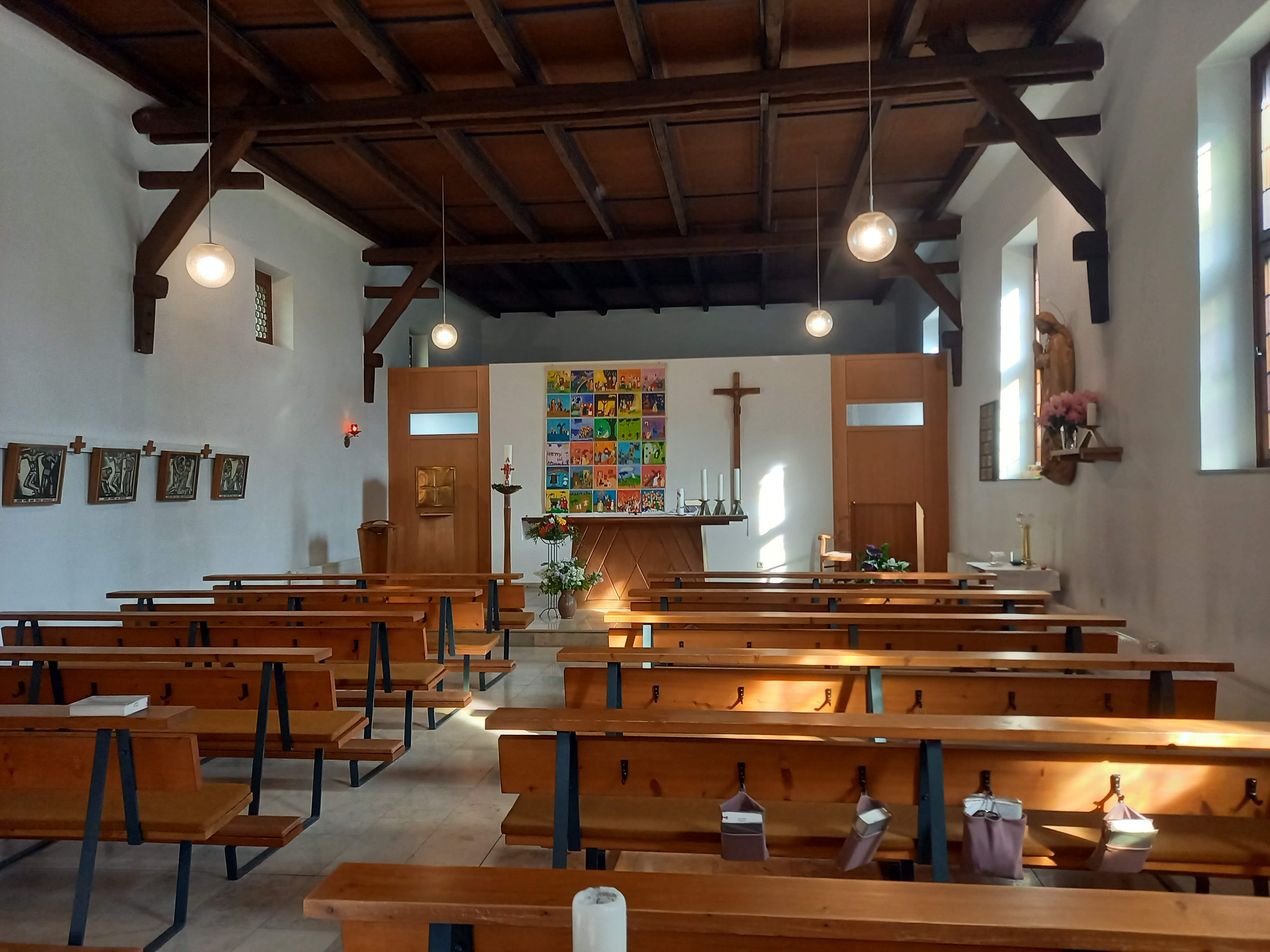
Das Innere der Kirche

Das Innere der Kirche ist relativ schlicht gehalten. Die Wand hinter dem Altar ist lediglich durch ein Kruzifix und einen gestalteten Teppich geziert, der je nach Kirchenjahreszeit ausgewechselt wird. An der Nordwand ist ein Kreuzweg angebracht. Rechts neben dem Altar steht eine Statue der Gottesmutter Maria, am Eingang eine Statue des Kirchenpatrones Josef.
Das Gotteshaus verfügt über eine elektronische Orgel. Glocken für den Turm wurden bisher noch nicht angeschafft.

## Gemeinde
Die ehemals eigenständige Pfarrei St. Joseph der Werkmann wurde 2002 aufgelöst und in die Pfarrei Hl. Kreuz Dresden-Klotzsche eingegliedert, die wiederum 2005 mit der Pfarrei St. Franziskus Xaverius in der Dresdner Neustadt vereinigt wurde. 2008 erfolgte die Ausgliederung des Gebietes der ehem. Pfarrei Ottendorf-Okrilla und die Umpfarrung nach St. Laurentius Radeberg. Im Zuge der Strukturreform des Bistums wurde die Pfarrei Radeberg 2019, gemeinsam mit Bischofswerda zur großen Pfarrei St. Maria Magdalena Kamenz zusammengeschlossen.